# (3303) Merta
(3303) Merta (1981 RF5; 1976 SK7) ist ein nahezu zehn Kilometer großer Asteroid des äußeren Hauptgürtels, der am 30. Oktober 1967 vom tschechischen, damals tschechoslowakischen, Astronomen Luboš Kohoutek (1935–2023) an der Hamburger Sternwarte in Hamburg-Bergedorf (IAU-Code 029) entdeckt wurde. Er gehört zur Koronis-Familie, einer Gruppe von Asteroiden, die nach (158) Koronis benannt ist.

## Benennung
Der Asteroid (3303) Merta wurde vom Entdecker Luboš Kohoutek nach dessen Großvater František Merta (1872–1953) benannt, der Grundschullehrer, pädagogischer Journalist, Schriftsteller und Übersetzer war.